# Comté de Moorabool

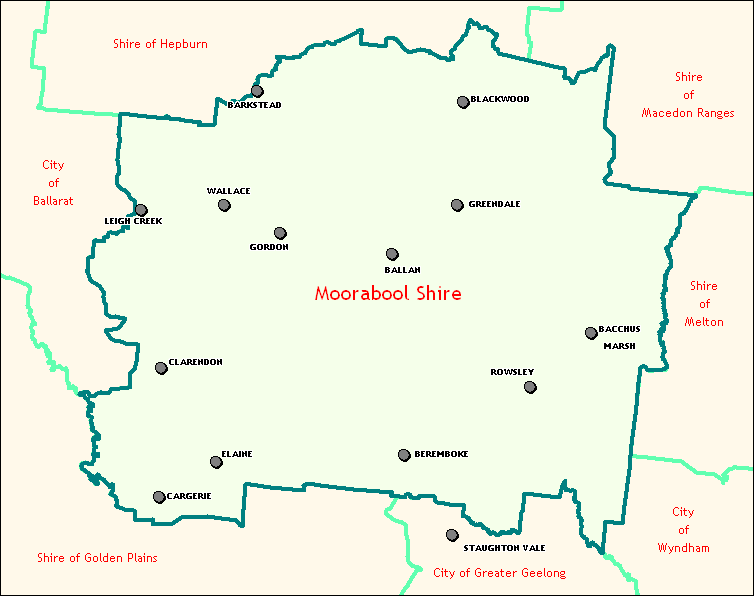
carte du comté de Moorabool

Le comté de Moorabool est une zone d'administration locale dans le sud-est du Victoria en Australie.
Il résulte de la fusion des comtés de Bacchus Marsh, Ballan et partiellement des comtés de Bungaree et de la ville de Werribee.
Le comté comprend les villes de Bacchus Marsh et Ballan.